# OpenRefine
OpenRefine és una aplicació web d'escriptori de codi obert per a la neteja de dades i la transformació a altres formats, una activitat coneguda en anglès com a data wrangling. És similar a les aplicacions de full de càlcul i pot gestionar formats de fitxer com ara CSV, tot i comportar-se més com una base de dades.
OpenRefine va començar com a Freebase Gridworks, desenvolupat per Metaweb i està disponible com a codi obert des del gener de 2010. El 16 de juliol de 2010, Google va adquirir Metaweb, els creadors de Freebase, i el 10 de novembre de 2010 va canviar el nom de Freebase Gridwords a Google Refine, llançant la versió 2.0. El 2 d'octubre de 2012, l'autor original David Huynh va anunciar que Google deixaria de donar suport actiu a Google Refine. Des de llavors, la base de codi ha estat en transició a un projecte de codi obert anomenat OpenRefine.
Funciona en files de dades que tenen cel·les en columnes', de manera similar a la manera en què funcionen les taules de bases de dades relacionals. Els projectes OpenRefine consisteixen en una taula, les files de la qual es poden filtrar mitjançant facetes que defineixen criteris (per exemple, mostrant files on una columna determinada no està buida).
A diferència dels fulls de càlcul, la majoria de les operacions a OpenRefine es fan en totes les files visibles, per exemple, la transformació de totes les cel·les de totes les files sota una columna, o la creació d'una nova columna basada en dades existents. Les accions realitzades en un conjunt de dades s'emmagatzemen al projecte i es poden reproduir en altres conjunts de dades. Les fórmules no s'emmagatzemen a les cel·les, sinó que s'utilitzen per a transformar les dades. La transformació només es fa una vegada. Les expressions de fórmules es poden escriure en General Refine Expression Language (GREL), en Jython i en Clojure.

## Usos
- Neteja de dades desordenades: per exemple, si es treballa amb un fitxer de text amb algunes dades semiestructurades, es pot editar mitjançant transformacions, facetes i agrupacions per fer que les dades estiguin ben estructurades.[13]
- Transformació de dades: conversió de valors a altres formats, normalització i desnormalització.
- Anàlisi de dades de llocs web: OpenRefine té una funció d'obtenció d'URL, un analitzador HTML jsoup i un motor DOM.[14]
- Afegir dades al conjunt de dades obtenint-les dels serveis web (és a dir, retornant JSON):[15] per exemple, es pot utilitzar per a geocodificar adreces a coordenades geogràfiques.[16]
- Alineació a Wikidata:[17] això implica la reconciliació, és a dir, mapejar els valors de les cadenes de les cel·les amb les entitats de Wikidata.[18]

## Formats compatibles
La importació és compatible amb els formats següents:
- TSV, CSV
- Fitxer de text amb separadors personalitzats o columnes dividides per amplada fixa
- XML
- RDF (formats de serialització RDF/XML i Notation3)
- JSON
- Fulls de càlcul de Google[20]